# Phaseolodes cognatum
Phaseolodes cognatum là một loài thực vật có hoa trong họ Đậu. Loài này được (Hance) Kuntze miêu tả khoa học đầu tiên năm 1891.